# Gare de Pescara-Centrale
 (février 2025).
Si vous disposez d'ouvrages ou d'articles de référence ou si vous connaissez des sites web de qualité traitant du thème abordé ici, merci de compléter l'article en donnant les références utiles à sa vérifiabilité et en les liant à la section « Notes et références ».
 (février 2025).
La mise en forme du texte ne suit pas les recommandations de Wikipédia : il faut le « wikifier ».
Les points d'amélioration suivants sont les cas les plus fréquents. Le détail des points à revoir est peut-être précisé sur la page de discussion.
- Les titres sont pré-formatés par le logiciel. Ils ne sont ni en capitales, ni en gras.
- Le texte ne doit pas être écrit en capitales (les noms de famille non plus), ni en gras, ni en italique, ni en « petit »…
- Le gras n'est utilisé que pour surligner le titre de l'article dans l'introduction, une seule fois.
- L'italique est rarement utilisé : mots en langue étrangère, titres d'œuvres, noms de bateaux, etc.
- Les citations ne sont pas en italique mais en corps de texte normal. Elles sont entourées par des guillemets français : « et ».
- Les listes à puces sont à éviter, des paragraphes rédigés étant largement préférés. Les tableaux sont à réserver à la présentation de données structurées (résultats, etc.).
- Les appels de note de bas de page (petits chiffres en exposant, introduits par l'outil «  Source ») sont à placer entre la fin de phrase et le point final[comme ça].
- Les liens internes (vers d'autres articles de Wikipédia) sont à choisir avec parcimonie. Créez des liens vers des articles approfondissant le sujet. Les termes génériques sans rapport avec le sujet sont à éviter, ainsi que les répétitions de liens vers un même terme.
- Les liens externes sont à placer uniquement dans une section « Liens externes », à la fin de l'article. Ces liens sont à choisir avec parcimonie suivant les règles définies. Si un lien sert de source à l'article, son insertion dans le texte est à faire par les notes de bas de page.
- La présentation des références doit suivre les conventions bibliographiques. Il est recommandé d'utiliser les modèles {{Ouvrage}}, {{Chapitre}}, {{Article}}, {{Lien web}} et/ou {{Bibliographie}}. Le mode d'édition visuel peut mettre en forme automatiquement les références.
- Insérer une infobox (cadre d'informations à droite) n'est pas obligatoire pour parachever la mise en page.

Pour une aide détaillée, merci de consulter Aide:Wikification.
Si vous pensez que ces points ont été résolus, vous pouvez retirer ce bandeau et améliorer la mise en forme d'un autre article.
La gare centrale de Pescara, également connue sous le nom de  gare de Pescara (italien : stazione ferroviaria di Pescara ), est la gare principale de Pescara.

## Situation ferroviaire
La gare se trouve sur la ligne adriatique de Rimini à Lecce et sur la ligne Trans apennine vers Rome. Elle dessert en moyenne 3,5 millions de personnes par an et se trouve à 5 minutes à pied de la rue principale de la ville et de la plage.

## Histoire
L'ancien siège de la gare centrale de Pescara était un palais du XIXe siècle situé au même endroit. Le projet initial d'un nouveau bâtiment pour les voyageurs a été élaboré en 1962 par Corrado Cameli Service Work pour les FS. Ce projet proposait une structure à ossature d'acier pour le nouveau bâtiment de la gare, mais elle fut remplacée par du béton précontraint en 1970, lorsque les calculs structurels furent effectués par le cabinet d'ingénieurs Giovanni Cerasoli et Piero di Pescara, avec les conseils de l'ingénieur Carlo Guidi Baskets. Le bâtiment actuel est l'une des premières constructions en béton précontraint parmi les gares ferroviaires italiennes.
La construction de la nouvelle gare a été achevée en 1987, lorsque les huit voies ferrées entrant et sortant de la gare ont été élevées au niveau des viaducs pour éviter les passages à niveau.

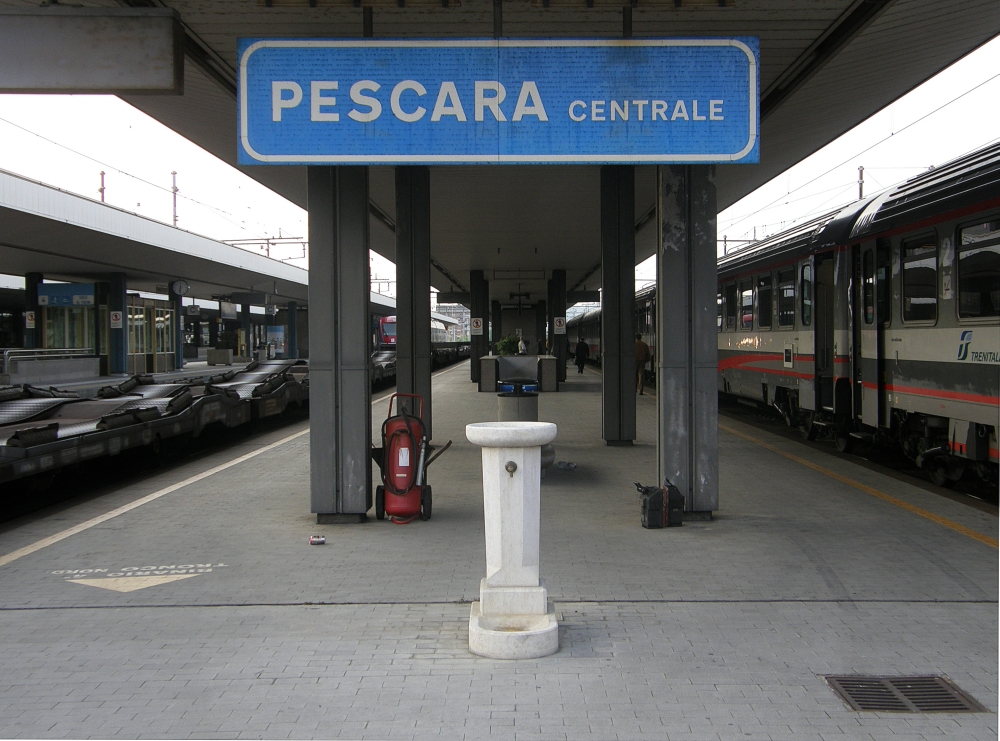
Pescara Centrale

## Service des voyageurs

### Accueil
Le bâtiment de la gare abrite un guichet, des distributeurs automatiques de billets, deux kiosques à journaux, un café-bar et une pharmacie. Pendant la nuit, l'entrée dans le bâtiment de la gare n'est autorisée qu'aux passagers munis de billets InterCity Notte (ICN) valides.
La zone commerciale du bâtiment passagers est gérée par Centostazioni SpA, tandis que le Réseau Ferroviaire Italien (RFI) est responsable de l'infrastructure ferroviaire.

### Desserte
- Services à grande vitesse ( Frecciarossa ) Milan - Bologne - Ancône - Pescara - Foggia - Bari
- Services à grande vitesse ( Frecciabianca ) Milan - Parme - Bologne - Ancône - Pescara - Foggia - Bari - Brindisi - Lecce
- Services à grande vitesse ( Frecciabianca ) Milan - Parme - Bologne - Ancône - Pescara - Foggia - Bari - Tarente
- Services à grande vitesse ( Frecciabianca ) Turin - Parme - Bologne - Ancône - Pescara - Foggia - Bari - Brindisi - Lecce
- Services à grande vitesse ( Frecciabianca ) Venise - Padoue - Bologne - Ancône - Pescara - Foggia - Bari - Brindisi - Lecce
- Services interurbains Bologne - Rimini - Ancône - Pescara - Foggia - Bari - Brindisi - Lecce
- Services interurbains Bologne - Rimini - Ancône - Pescara - Foggia - Bari - Tarente
- Train de nuit ( Intercity Notte ) Milan - Parme - Bologne - Ancône - Pescara - Foggia - Bari - Brindisi - Lecce
- Train de nuit ( Intercity Notte ) Milan - Ancône - Pescara - Foggia - Bari - Tarente - Brindisi - Lecce
- Train de nuit ( Intercity Notte ) Turin - Alexandrie - Bolgona - Ancône - Pescara - Foggia - Bari - Brindisi - Lecce
- Services express ( Regionale Veloce ) Milan - Bologne - Rimini - Ancône - Pescara (week-end uniquement)
- Services régionaux ( Treno Regionale ) Rimini - Pesaro - Ancône - Civitanova Marche - San Benedetto del Tronto - Pescara
- Services régionaux ( Treno Regionale ) Pescara - Chieti - Sulmona - Avezzano - Carsoli - Tivoli - Rome
- Services régionaux ( Treno Regionale ) Teramo - Giulianova - Pescara - Chieti - Sulmona - Avezzano
- Services régionaux ( Treno Regionale ) Teramo / San Benedetto del Tronto - Pescara - Ortona - San Vito Lanciano - Termoli
- Services locaux ( Treno Regionale ) San Benedetto del Tronto - Pescara - Ortona San Vito Lanciano - Lanciano

### Intermodalité
La gare routière est située en face de la gare centrale de Pescara. Les services de bus comprennent des connexions au sein de Pescara vers Chieti, Lanciano et l'aéroport des Abruzzes (bus urbain n° 8 ou 38). Les autocars longue distance à destination de Rome -Tiburtina, Naples et Bologne ont leur terminus à cette gare routière de Pescara. 